# 川村短期大学
川村短期大学（日语：／ Kawamura Tanki Daigaku *），简称川短（かわたん），是过去一所位于日本东京都丰岛区的私立短期大学。

## 概要

### 简介
- 学校最早可以追溯到1924年[1]。短期大学为于1952年开办[1]、由学校法人川村学园经营。招生到2003年[注 4]、停办于2005年[2]。招収只女学生从1952年。

### 历史
- 1952年 川村短期大学成立并同时设置家政科。
- 1953年 保育科成立[注 2]。
- 1963年 英语文学科成立[注 3]。
- 1992年 家政科改名为生活学科。
- 2003年 最后一年招生、次年停止招生（正式停办于2005年10月4日[2]）。

## 学校环境
- 目白校园：在了东京都丰岛区目白[注 1]
- 长崎校园：在了东京都丰岛区长崎

## 组织

### 学科
- 生活学科

### 前学科
| - 保育科 - 英语文学科 |

### 专科
| - 没有 |

### 业余课程
| - 没有 |

## 知名校友
- 海老名美どり：演员
- 山田邦子：演员
- 长谷川京子：演员和时装模特儿
- 铃木淑子：赛马记者。
- 田丸好江：投资者

## 相关链接
- 日本短期大学列表